# Lugagnano Val d’Arda

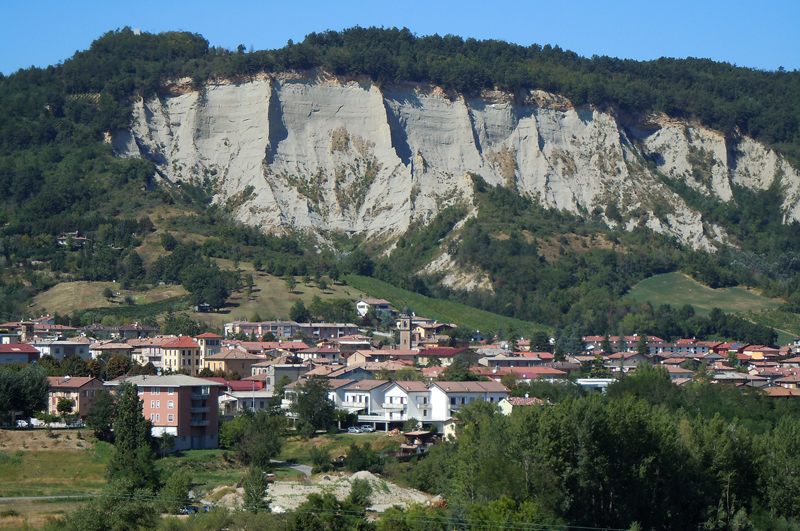
Lugagnano Val d’Arda (2013)

Lugagnano Val d’Arda (umgangssprachlich auch nur Lugagnano) ist eine norditalienische Gemeinde (comune) mit 3928 Einwohnern (Stand 31. Dezember 2023) in der Provinz Piacenza in der Emilia-Romagna. Die Gemeinde liegt etwa 27,5 Kilometer südöstlich von Piacenza an der Arda und ist Teil der Comunità Montana valli del Nure e dell’Arda.

## Geschichte
Im Gemeindegebiet befand sich die antike Siedlung Veleia, die wenige Kilometer südöstlich vom heutigen Gemeindezentrum liegt.